# Альварес, Лусиано (писатель)
Лусиа́но А́льварес Гарси́я (исп. Luciano Álvarez García, 8 ноября 1949, Монтевидео — 8 сентября 2018, там же) — уругвайский журналист, писатель и преподаватель.

## Биография
Лусиано Альварес начал журналистскую карьеру в программе Discodromo на радиостанции Radio Sarandí, которую вёл Рубен Кастильо.
Альварес работал преподавателем (профессором) истории в Педагогическом институте Артигаса, а также защитил докторскую степень по социальным коммуникациям в Лёвенском католическом университете (Бельгия). Занимал различные академические должности в Католическом университете Уругвая.
Лусиано Альварес был создателем телевизионной программы Inéditos («Неопубликованное»), выходившей на уругвайском «Канале 10» с 1989 по 1994 годы. Изначально это был проект совместной работы преподавателей и студентов Католического университета. Благодаря обширной коллекции любительских кинематографических документов удалось запустить телепрограмму, ставившей перед собой цель сохранить историческую память о своей стране.
Альварес написал две книги об истории футбольного клуба «Пеньяроль» — Peñarol y siempre Peñarol — La transición de 1913 y la cuestión del decanato («„Пеньяроль“ и только „Пеньяроль“: институциональный переход 1913 года и вопрос главенства») (2001, переиздана в 2017 году) и Historia de Peñarol («История „Пеньяроля“») (2004, переиздана в 2011 и 2017 годах), написанной совместно с Леонардо Аберкорном.
Совместно с Леонардо Аберкорном написал книгу Relato oculto. Las desmemorias de Víctor Hugo Morales («Тайная история. Воспоминания Виктора Уго Моралеса»), опубликованную в 2012 году.
Также в 2012 году он опубликовал книгу Intrigantes, traidores y valientes («Интриганы, предатели и лихачи»). Книга, предваряемая предисловием историка Хосе Рильи, посвящена второстепенным или забытым историческим личностям в истории борьбы за независимость региона Рио-де-ла-Плата в XIX веке.
Альварес был обозревателем газеты El País, где он вёл еженедельную колонку об исторических фактах и личностях.
Лусиано был отцом режиссёра, сценариста и кинопродюсера Федерико Альвареса.